# 莫尔蒙
莫尔蒙（法語：Mauremont，法語發音：[mɔʁmɔ̃]）是法国上加龙省的一个市镇，属于图卢兹区。

## 地理
莫尔蒙（43°27'27"N, 1°40'45"E）面积5.63 平方千米，位于法国奧克西塔尼大區上加龙省，该省份为法国西南部内陆省份，西南端与西班牙接壤，自此顺时针与上比利牛斯省、热尔省、塔恩-加龙省、塔恩省、奥德省和阿列日省接壤。
与莫尔蒙接壤的市镇（或旧市镇、城区）包括：博瓦尔堡、巴济耶日、蒙加亚尔洛拉盖、格拉斯河畔特雷邦、瓦雷讷、维勒努韦勒。

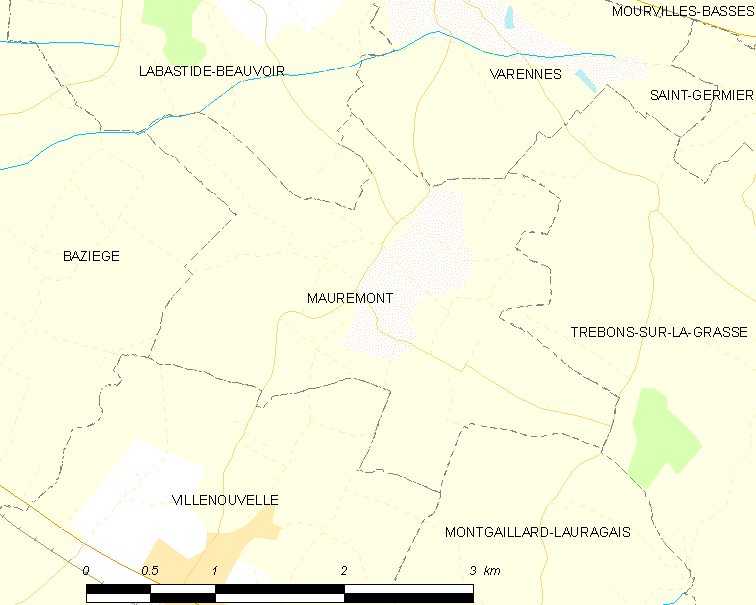
莫尔蒙的OSM定位图

莫尔蒙的时区为UTC+01:00、UTC+02:00（夏令时）。

## 行政
莫尔蒙的邮政编码为31290，INSEE市镇编码为31328。

## 政治
莫尔蒙所属的省级选区为勒韦勒县。

## 人口

1962-2008年间莫尔蒙人口变化图示

莫尔蒙于2022年1月1日时的人口数量为333人。